# Retrato de Diego Martelli
El Retrato de Diego Martelli es un óleo sobre lienzo realizado en 1879 por el pintor francés Edgar Degas. Sus dimensiones son de 110 x 100 cm.
Este cuadro muestra a Diego Martelli, crítico italiano de arte, sentado con expresión absorta y con los brazos cruzados.
Se expone en el Galería nacional de Escocia, Edimburgo.